# Бореальне море
Бореа́льне мо́ре — море, що існувало в палеогені в середній смузі Європи і в західному Сибіру як частина Середземного океану (Тетісу). Завдяки своєму порівняно північному положенню Бореальне море мало помірно теплу воду, на відміну від більш південного тепловодного Нумулітового моря.
На території України межа між цими морями в еоценову епоху проходила приблизно на широті сучасного Дніпра. Бореальне море як частину Тетісу з помірно теплою водою виділяють також для юрського та крейдового періодів, розглядаючи його в такому випадку не як самостійний, а лише як регіональний басейн.